# Białozór (herb szlachecki)
Białozór – polski herb szlachecki, odmiana herbu Bogorya.

## Opis herbu
W polu czerwonym dwie rogaciny w słup, z czego dolna na opak, złączone, przekrzyżowane w miejscu złączenia, srebrne. 
W klejnocie nad hełmem w koronie paw trzymający w dziobie strzałę złamaną.

## Najwcześniejsze wzmianki
Nieznana geneza odmiany.

## Herbowni
Białozor - Białozór.